# Светски куп у одбојци за жене
ФИВБ Светски куп у одбојци за жене је одбојкашко такмичење настало 1973. године.

## Историја
У светском купу у одбојци за жене доминирају две земље: Кина и Куба.
Прво издање турнира 1973. освојио је Совјетски Савез. Јапан, другопласирани са купа 1973. узео је злато 1977. Највише захваљујући играчици Ланг Пинг, Кина је освојила следећа два издања 1981. и 1985. 
Куба је освојила своју прву титулу 1989. А затим када је куп постао квалификациони турнир за Олимпијске игре, Куба је освојила три узастоопне титуле 1991. 19951 и 1999.
Кина је своју трећу титулу освојила 2003.
Италија је освојила куп 2007. уз импресиван скор од 11 победа из исто толико утакмица, али и само два изгубљена сета (оба против репрезентације Србије).

## Резултати по годинама
| Година      | Домаћин | Победник        | Другопласирани   | Трећепласирани   |
| ----------- | ------- | --------------- | ---------------- | ---------------- |
| 1973 Детаљи | Уругвај | Совјетски Савез | Јапан            | Јужна Кореја     |
| 1977 Детаљи | Јапан   | Јапан           | Куба             | Јужна Кореја     |
| 1981 Детаљи | Јапан   | Кина            | Јапан            | Совјетски Савез  |
| 1985 Детаљи | Јапан   | Кина            | Куба             | Совјетски Савез  |
| 1989 Детаљи | Јапан   | Куба            | Совјетски Савез  | Кина             |
| 1991 Детаљи | Јапан   | Куба            | Кина             | Совјетски Савез  |
| 1995 Детаљи | Јапан   | Куба            | Бразил           | Кина             |
| 1999 Детаљи | Јапан   | Куба            | Русија           | Бразил           |
| 2003 Детаљи | Јапан   | Кина            | Бразил           | Сједињене Државе |
| 2007 Детаљи | Јапан   | Италија         | Бразил           | Сједињене Државе |
| 2011 Детаљи | Јапан   | Италија         | Сједињене Државе | Кина             |
| 2015 Детаљи | Јапан   | Кина            | Србија           | Сједињене Државе |

## Медаље
| Ранг | Држава           | Злато | Сребро | Бронза | Укупно |
| 1    | Куба             | 4     | 2      | 0      | 6      |
| 2    | Кина             | 3     | 1      | 3      | 7      |
| 3    | Италија          | 2     | 0      | 0      | 2      |
| 4    | Русија           | 1     | 2      | 3      | 6      |
| 5    | Јапан            | 1     | 2      | 0      | 3      |
| 6    | Бразил           | 0     | 3      | 1      | 4      |
| 7    | Сједињене Државе | 0     | 1      | 2      | 3      |
| 8    | Србија           | 0     | 1      | 0      | 1      |
| 9    | Јужна Кореја     | 0     | 0      | 2      | 2      |